# 項璁
項璁（1417年—？），字彥輝，直隸蘇州府崐山縣人，民籍。明朝政治人物。進士出身。

## 生平
應天府鄉試第三十七名。正統十年（1445年）乙丑科會試第一百四十四，殿試登進士第二甲第三十二名。

## 家族
曾祖項文。祖父項俊。父亲項敏。